# San Vittore GR
| GR ist das Kürzel für den Kanton Graubünden in der Schweiz. Es wird verwendet, um Verwechslungen mit anderen Einträgen des Namens San Vittore zu vermeiden. |

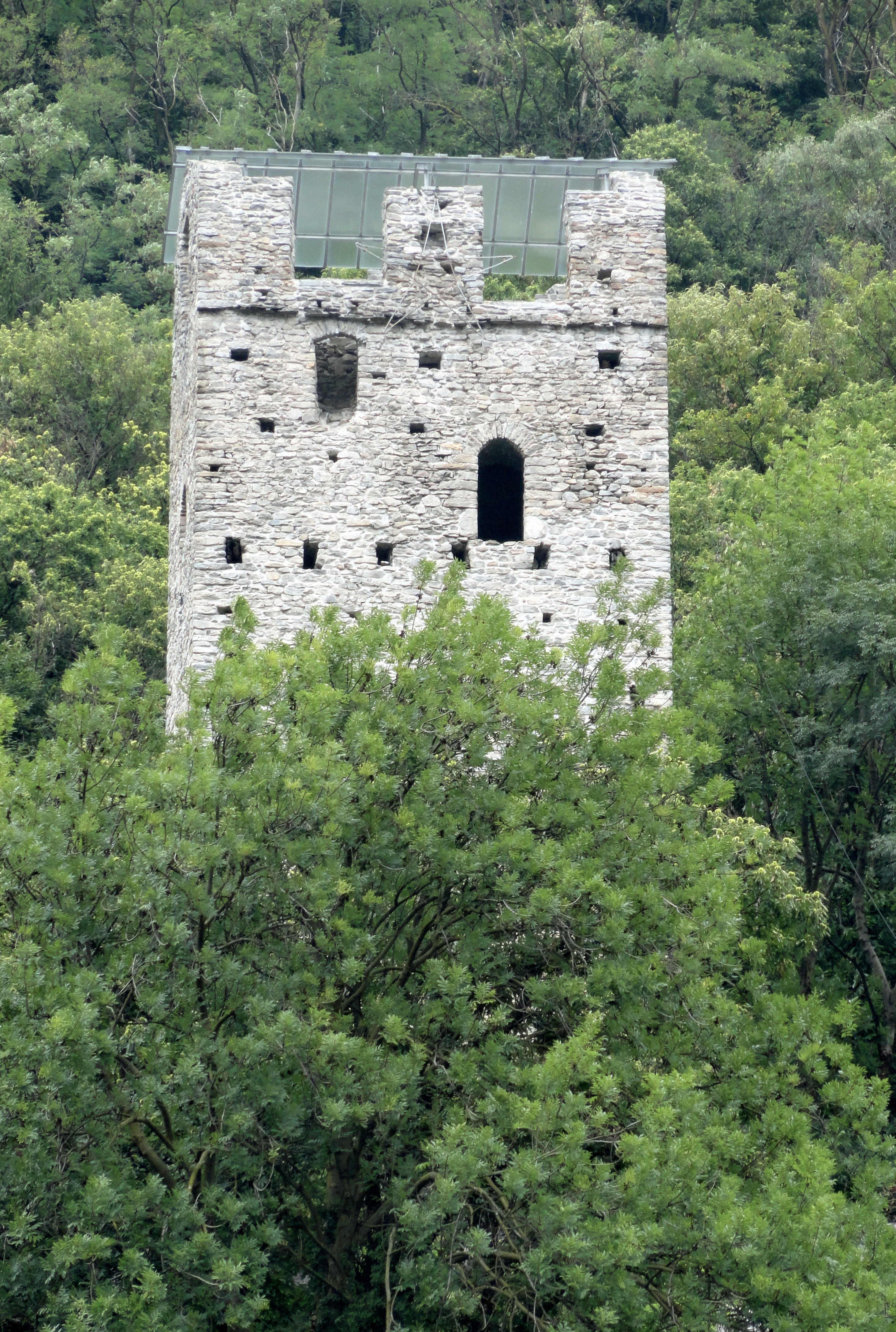
Torre di Pala (Palasturm)

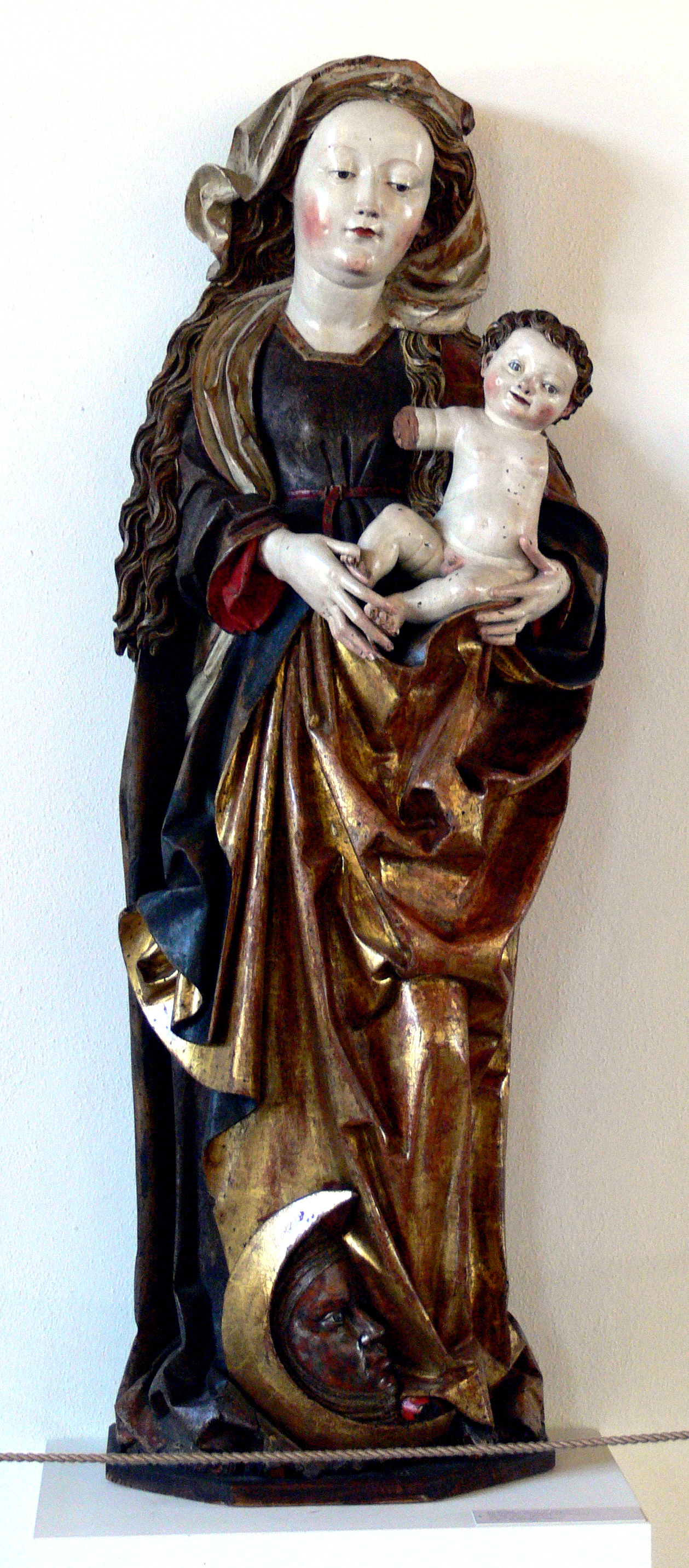
Museum Moesano: Ivo Strigel, Madonna mit Kind

San Vittore ist eine politische Gemeinde im Schweizer Kanton Graubünden. Sie gehört zur Region Moesa.

## Wappen
Blasonierung: In Rot ein silbernes (weisses) Schwert mit goldenem (gelbem) Griff, überkreuzt von einem goldenen Kreuzstab mit silbernem Flaggenband.
Das Schwert und der Kreuzstab sind die Attribute der Kirchenpatrone Sankt Victor und Johannes der Täufer. Der Gemeindename bezieht sich auf Victors Namen.

## Geographie

San Vittore. Historisches Luftbild von Werner Friedli (1964)

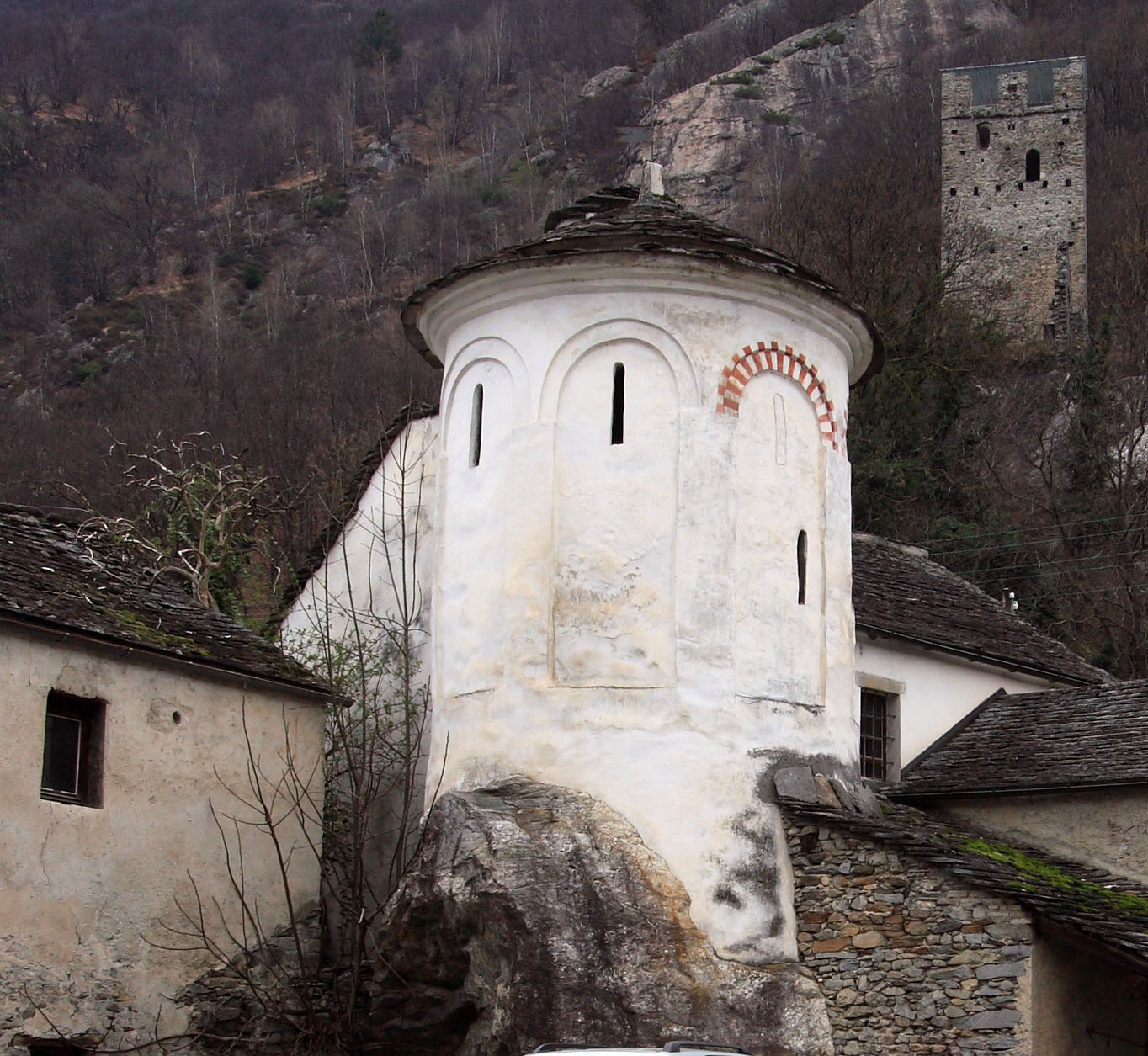
San Lucio

Die Gemeinde grenzt im Westen an den Kanton Tessin und liegt auf beiden Seiten der Moesa und ist nur wenige Kilometer von der Tessiner Hauptstadt Bellinzona entfernt. Das Gemeindeareal links des Flusses ist unbesiedelt und bewaldet. Auf der rechten Seite des Flusses zieht sich die Gemeinde bis weit nach Norden bis auf eine Höhe von 2278 m ü. M. beim Mot Ciarin.
Die Gemeinde besteht aus dem Dorf und dem drei Kilometer westlich liegenden Ortsteil Monticello (337 m ü. M.) direkt an der Kantonsgrenze. Vom gesamten Gemeindegebiet von knapp 22 km² sind 1469 ha von Wald und Gehölz bedeckt. Landwirtschaftlich nutzbar sind 341 ha, und 331 ha sind unproduktive Fläche (meist Gebirge). Die restlichen 62 ha sind Siedlungsfläche.
Zum Gemeindegebiet gehört eine langgezogene Exklave, die Alpe di Rescignaga, die im Süden an Italien grenzt und vollständig von Gemeindegebiet von Roveredo GR umgeben ist. Nachbargemeinden sind auch Buseno und Calanca (beide Kanton Graubünden) sowie Arbedo-Castione im Kanton Tessin und Gravedona ed Uniti (ehemals Germasino) in Italien.

## Geschichte
Eine erste Erwähnung findet das Dorf im Jahre 1168 unter dem damaligen Namen sancto Victore. Die älteste Kirche ist Santa Croce in Campagna; alt ist auch San Lucio in Palla und die Marienkirche in Monticello. Die Hauptkirche ist den Heiligen Sankt Victor und Johannes der Täufer geweiht. Das Chorherrenstift mit sechs Chorherren in San Vittore wurde 1219 von Heinrich von Sax gegründet. Diese hatten die Seelsorge in Misox und Calancatal inne. Mit der Anstellung eines eigenen Geistlichen Anfang des 17. Jahrhunderts begann die Abspaltung der einzelnen Kirchen und führte zur Auflösung des Stiftes.
Bis 1646 war San Vittore mit Roveredo vereinigt; damals fand die Teilung der Wälder und Alpen statt. Seither bildet es eine eigene Gemeinde, deren Geschichte mit derjenigen des Misoxertales zusammenfällt.

## Bevölkerung
| Jahr      | 1826 | 1850 | 1900 | 1950 | 1970 | 1980 | 2000 | 2004 | 2010 | 2020 |
| Einwohner | 465  | 594  | 517  | 468  | 666  | 555  | 657  | 688  | 714  | 864  |

Von den Ende 2004 688 Bewohnern sind 614 (= 89,24 %) Schweizer Staatsangehörige.

## Verkehr
San Vittore liegt an der Hauptstrasse 13 und in der Nähe der Autobahn A13. Die nächsten Autobahnanschlüsse befinden sich südlich von San Vittore (Halbanschluss von/nach Süden) sowie bei Roveredo GR und Castione (beides Vollanschlüsse).
Vom 6. Mai 1907 bis 28. Mai 1972 verfügte San Vittore über einen Bahnhof an der Misoxerbahn. Seit deren Betriebseinstellung verkehrt das Postauto auf der Linie Bellinzona – Mesocco.

## Sehenswürdigkeiten
- Stiftskirche SS. Giovanni e Vittore[9][10] mit Altargemälde des Malers Bernardino Serodine (1645)[11]
- Spätklassizistische Friedhofshalle erbaut 1854[12]
- Palazzo Viscardi, Museum Moesano[10][13][14]
- Ca’ del Gerbo (Anfang 17. Jahrhundert) auf der Strasse nach Lumino[10][15]
- Torre di Pala[10][16][17]
- mehrere Schalensteine[18]